# Rufino Jiao Santos
Rufino Jiao Santos (26 d'agost de 1908 – 3 de setembre de 1973) va ser el 29è arquebisbe de Manila, entre el 10 de febrer de 1953 i fins a la seva mort el 3 de setembre de 1973, sent el primer filipí en ser elevat al Col·legi Cardenalici.

## Biografia
Nascut a Barangay Sto. Niño, Guagua, Pampanga, Santos era el quart dels set fills de Gaudencio Santos i Rosalia Jaiao. Els tres germans grans eren Manuel, Emiliano i Quirino; i les seves tres germanes van ser Clara, Jovita i Exequiela. Santos, anomenat "Pinong", va créixer a una casa situada a 30 metres del que avui és la parròquia de la Immaculada Concepció. Participà com acòlit a les activitats parroquials, i posteriorment va ser un membre del cor de l'Escola Catedralícia de Manila. Dos factors van influir en la seva vocació sacerdotal: la seva tasca servint l'altar, i que el Pare José Tahon, capellà de la catedral de Manila, l'empenyés.
Ingressà al Seminari San Carlos el 25 de juliol de 1921, titulant-se en dret canònic el 1929 i doctorant-se en teologia al juliol de 1931 per la Pontifícia Universitat Gregoriana.
Pinong va rebre una dispensa papal per ser ordenat abans de l'edat canònica de 24 anys. El 25 d'octubre de 1931, dos mesos abans de complir els 23 anys, Rufino J. Santos va ser ordenat prevere a la basílica de Sant Joan del Laterà de Roma. Després serví com a vicari parroquial a Imus, Cavite, i després com a rector a Marilao, Bulacan.
El qui va ser posteriorment el seu successor, el cardenal Gaudencio Rosales, va dir durant la Segona Guerra Mundial:
| « | Santos salvà la vida de l'arquebisbe de Manila Michael O'Doherty en admetre a l'exèrcit japonès que era ell, com a secretari de l'arquebisbe, qui donà menjar als pobres, incloent les guerrilles filipines. Rebutjant col·laborat amb l'exèrcit japonès, Santos va ser condemnat a mort però va ser salvat per les forces d'alliberament combinades americanes i filipines la nit de la seva execució | » |

### Arquebisbe de Manila
El 10 de febrer de 1953, Santos va ser nomenat arquebisbe de Manila, instal·lant-se a la seu el 25 de març posterior. El papa Joan XXIII l'elevà al Col·legi Cardenalici el 28 de març de 1960, sent el primer nadiu filipí en ser creat cardenal. Va rebre el títol de  Cardenal-Prevere de Santa Maria ai Monti. Santos preparà el camí per fundar les Caritats Catòliques (eventualment conegut com a "Caritas Manila") i la reconstrucció de l'Hospital St. Pau (avui Centre Mèdic Cardenal Santos), establert per les Germanes Maryknoll i malmès durant el bombardeig estatunidenc durant la Segona Guerra Mundial. Santos també reinstituí la Philippine Trust Company i la Catholic Travel Office.
Durant el seu govern, la catedral de Manila, que havia quedat destruïda durant el bombardeig aliat durant l'alliberament de Manila al 1945 va ser reconstruïda i dedicada a l'advocació de la Immaculada Concepció el 10 de desembre de 1958. Va ser també durant el seu govern que el Papa Pau VI realitzà una visita pastoral a les Filipines, la primera vegada en que un Papa visitava Filipines. El viatge papal també va ser en ocasió de la Trobada de Bisbes Asiàtics, a la que el Papa assistí.
Participà en el Concili Vaticà II, alineant-se amb l'ala conservadora del Coetus Internationalis Patrum.
Santos establí Radio Veritas, dirigida per l'Església, i construí importants estructures incloses el seminari menor de la Mare de Déu de Guadalupe a Makaty Citu; el Centre Catòlic Pius XII a Paco, Manila; i el palau arxiepiscopal a Mandaluyong.
El cardenal Rosales afirmà que Santos era diabètic i que patí un tumor cerebral maligne. Va morir a Manila el 3 de setembre de 1973, a l'edat de 65 anys. Després de la seva mort, un comunicat de l'ambaixada dels Estats Units a Manila senyalà les seves activitats:
| « | L'oposició a Santos als "Acció Social", que sovint expressà de manera dura, va fer molt per perpetuar la imatge de l'Església com una organització conservadora, aliada amb les elits econòmiques i socials del país. | » |

## Llegat

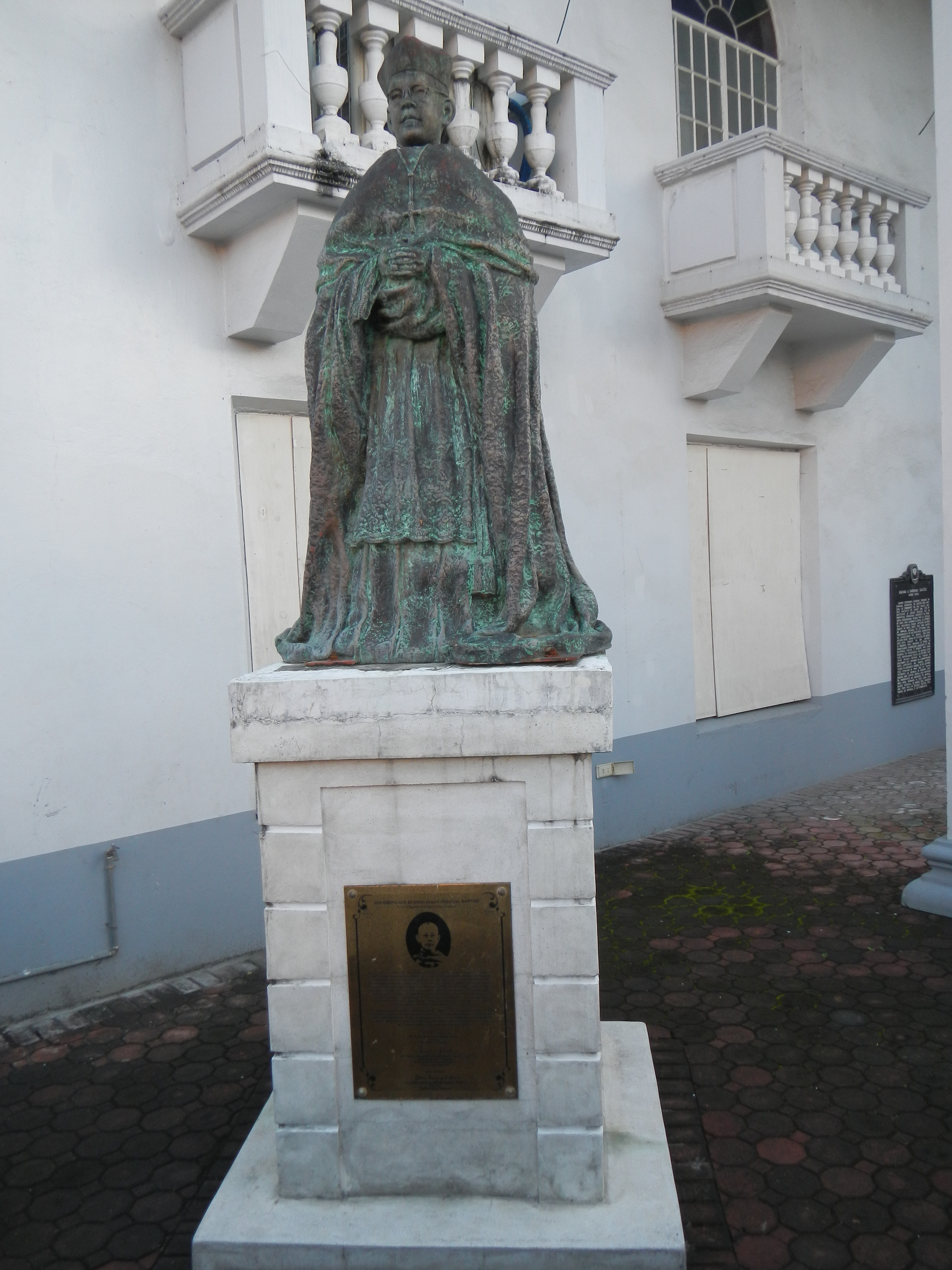
Monument of Rufino Cardinal Santos (Guagua, Pampanga).

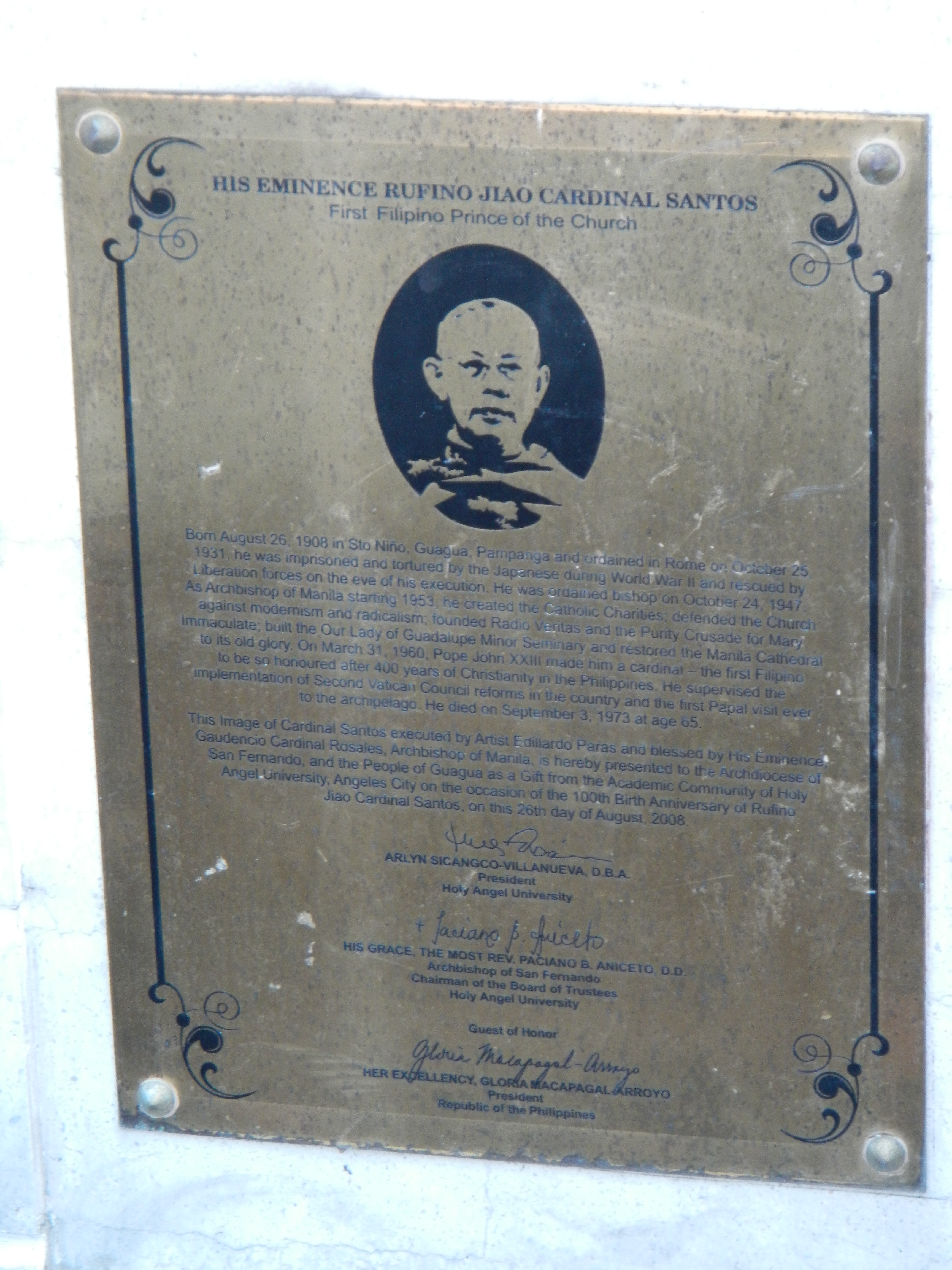
Marker (in Capt. Ruben P. Sonco Freedom Square).

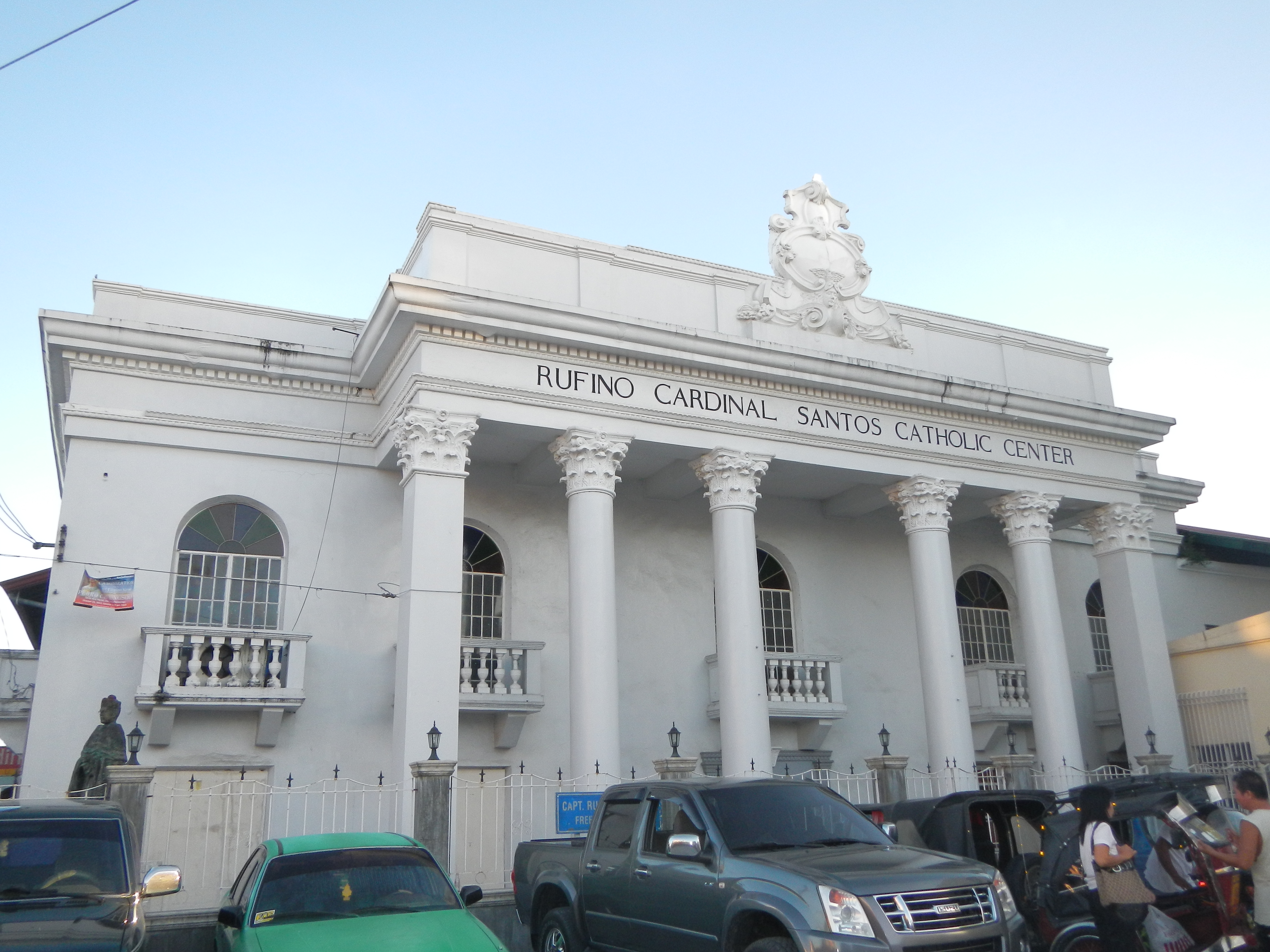
Rufino Cardinal Santos Catholic Center

La història de Caritas Manila va començar amb un cardenal que "caminava amb l'exemple".
El cardenal Santos, el primer cardenal filipí, va esdevenir el 29è Arquebisbe de Manila en un escenari post-guerra que va veure com una nació que patia del següent: una alta dependència de la classe alta en el creixement social, econòmic i polític del país; una creixent desigualtat en la distribució de la riquesa; una injustícia fonamental en el treball, la terra i propietat, catalitzadors al ressorgiment del moviment comunista. Va ser a aquest ordre social desigual que el cardenal Santos va parlar en la seva instal·lació:
| « | He pensat en organitzar un benestar social per elevar l'esperit i l'ànima d'aquests desafortunats membres de la nostra comunitat. L'arxidiòcesi començarà aquesta empresa amb una quantitat inicial de cinquanta a cent mil pesos. Llavors espero que el més afortunat dels fidels de l'arxidiòcesi d'aportar la seva ajuda en la quantitat d'1 peso al mes per al mateix propòsit, per tal que puguem disposar d'entre dos-cents a dos-cents cinquanta mil pesos a l'any per a la compra d'aliments, roba i medicines per a la seva distribució entre els nostres germans pobres, i l'educació dels seus fills. | » |

Aquest pla es va concretar poc després quan el cardenal designà un Consell d'Administració de d'onze membres l'1 d'octubre de 1953. I així una nova era s'havia fet de dia, quan l'establiment de Càritas Manila (primer conegut com a Caritat Catòlica) va portar estructura i organització de la forma s'estan implementant les obres de caritat de l'Església en l'arxidiòcesi de Manila.
Els primers anys van ser en gran manera un període d'identificar aquells que necessitaven més ajuda, priorització i assignació de l'ajuda mèdica, aliments i roba quan fos necessari. Aquests van ser reemplaçats per programes que aprofitaven talents i obrí oportunitats de treball per a grans masses de Manila, com el programa d'assistència educativa i programa d'inserció laboral. No obstant això, va ser l'assistència mèdica, intervenció en crisi i l'ajuda d'emergència el que va tenir el major impacte, arribant a milers de malalts i indigents. El cardenal Santos va ser "vilipendiat" pel seu "conservadorisme en qüestions socials i visió per als negocis" No obstant això, va ser la seva visió i altruisme que va fer de Càritas Manila un èxit i el seu assoliment més notable.

### Centenari del naixement
La CBCP va anunciar que el cardenal Gaudencio Rosales presidiria el 26 agost de 2008 el ritu del centenari de Santos a la seva ciutat natal de Sto. Nino, Guagua. Gloria Macapagal-Arroyo havia de conduir l'esdeveniment amb la presentació d'un marcador històric i una estàtua de 6 peus de Santos (esculpida per Edillardo Pares) i donada per l'esposa de Cesar L. Villanueva, Arlyn Sicangco -Villanueva, president de la Universitat de Sant Àngel en Angeles City, Pampanga .
Els ritus també inclouen l'exposició d'objectes del cardenal Santos, cedits per l'arxidiòcesi de Manila i el Museu Kapampangan de Clark. L'estàtua de bronze s'assentaria sobre un pedestal de formigó de 7 peus fora de la Sala de Convencions Rufino J. Cardinal Santos, adjacent a l'església parroquial. Villanueva també va presentar al president, una còpia del llibre "Pare Pinong, el primer cardenal filipí", escrit per Francis Musni.